# Frontière entre l'État de New York et le Vermont

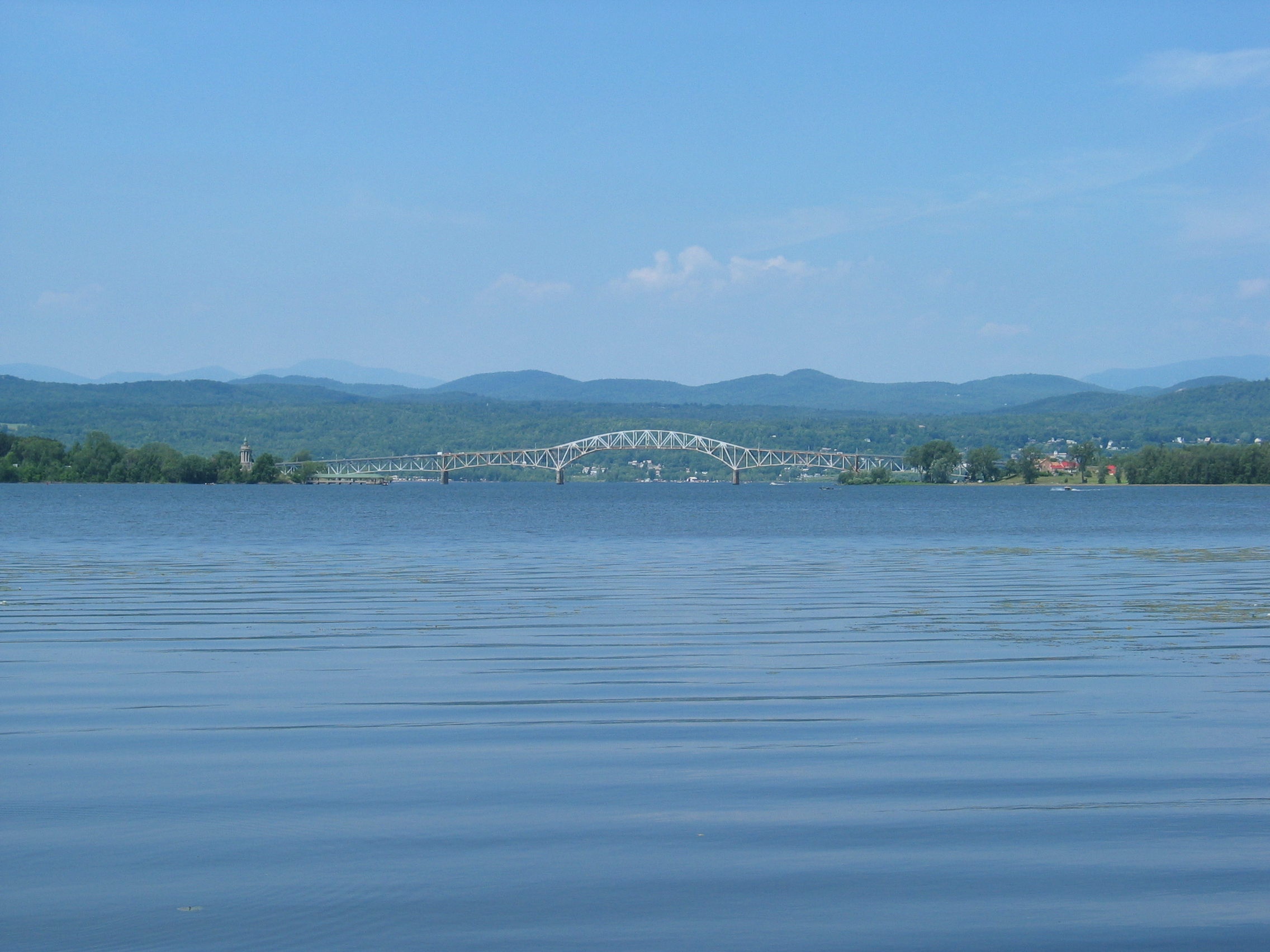
Le pont sur le lac Champlain relie le Vermont et l'État de New York.

La frontière entre le Vermont et l'État de New York est une frontière intérieure des États-Unis délimitant les territoires du Vermont à l'est et l'État de New York à l'ouest.
Son tracé débute à la frontière internationale américano-canadienne et partage le lac Champlain du nord au sud, puis remonte le canal Champlain, puis la Poultney River jusqu'à Elm Buffer. À partir de ce point, elle emprunte le tracé de 73° 15' ouest jusqu'aux montagnes Taconic au sud-est de la ville de Petersburg.